# Die Grünen/Europäische Freie Allianz/6. Wahlperiode
Diese Seite führt die Mitglieder der Fraktion Die Grünen/Europäische Freie Allianz während der 6. Wahlperiode des Europäischen Parlaments auf.

## Vorstand
Ko-Vorsitzende(r)
- Daniel Cohn-Bendit
- Monica Frassoni

Stellv. Vorsitzende(r)
- Ian Hudghton
- Marie-Hélène Aubert
- Rebecca Harms
- Pierre Jonckheer
- Eva Lichtenberger
- Claude Turmes

## Mitglieder
| Land                   | Partei                               | MdEP   | MdEP |
| Land                   | Partei                               | Anzahl | Mitglieder |
| ---------------------- | ------------------------------------ | ------ | --- |
| Belgien                | Ecolo                                | 1      | Pierre Jonckheer |
| Belgien                | Groen!                               | 1      | Bart Staes |
| Dänemark               | Socialistisk Folkeparti              | 1      | Margrete Auken |
| Finnland               | Vihreä Liitto                        | 1      | Satu Hassi |
| Frankreich             | Les Verts                            | 6      | Marie-Hélène Aubert, Jean-Luc Bennahmias, Hélène Flautre, Marie Anne Isler Béguin, Alain Lipietz, Gérard Onesta |
| Deutschland            | Bündnis 90/Die Grünen                | 13     | Angelika Beer, Hiltrud Breyer, Daniel Cohn-Bendit, Michael Cramer, Friedrich-Wilhelm Graefe zu Baringdorf, Rebecca Harms, Milan Horáček, Gisela Kallenbach, Cem Özdemir, Heide Rühle, Frithjof Schmidt, Elisabeth Schroedter, Helga Trüpel |
| Italien                | Federazione dei Verdi                | 2      | Monica Frassoni, Sepp Kusstatscher |
| Lettland               | Par Cilvēka Tiesībām Vienotā Latvijā | 1      | Tatjana Ždanoka |
| Luxemburg              | Déi Gréng                            | 1      | Claude Turmes |
| Niederlande            | GroenLinks                           | 2      | Kathalijne Maria Buitenweg, Joost Lagendijk |
| Niederlande            | Europa Transparant                   | 2      | Paul van Buitenen, Elly de Groen-Kouwenhoven |
| Österreich             | Die Grünen – Die grüne Alternative   | 2      | Eva Lichtenberger, Johannes Voggenhuber |
| Rumänien               | Parteiloser                          | 1      | László Tőkés |
| Schweden               | Miljöpartiet de Gröna                | 1      | Carl Schlyter |
| Spanien                | Confederación de los Verdes          | 1      | David Hammerstein |
| Spanien                | Iniciativa per Catalunya Verds       | 1      | Raül Romeva i Rueda |
| Spanien                | Eusko Alkartasuna                    | 1      | Mikel Irujo Amezaga |
| Vereinigtes Königreich | Green Party of England and Wales     | 2      | Jean Lambert, Caroline Lucas |
| Vereinigtes Königreich | Scottish National Party              | 2      | Ian Hudghton, Alyn Smith |
| Vereinigtes Königreich | Plaid Cymru                          | 1      | Jill Evans |